# Acutacris tsaratananae
Acutacris tsaratananae is een rechtvleugelig insect uit de familie Eumastacidae. De wetenschappelijke naam van deze soort is voor het eerst geldig gepubliceerd in 1967 door Descamps & Wintrebert.